# Natália Aparecida Mares Burian
Natália Aparecida Mares Burian (Bauru, 20 giugno 1984) è una cestista brasiliana.

## Carriera
Con il Brasile ha disputato i Campionati americani del 2009.